# Canottaggio ai Giochi della XXVIII Olimpiade - 2 di coppia maschile
La gara di 2 di coppia maschile dei Giochi della XXVIII Olimpiade si è svolta tra il 14 e il 21 agosto 2004. 

## Batterie
Hanno partecipato alle batterie di qualificazione 14 equipaggi, suddivisi in 3 batterie: i primi 3 di ogni batteria si sono qualificati direttamente per le semifinali, mentre gli altri sono andati ai ripescaggi.
14 agosto 2004
| Posizione | Nazione   | Atleta                               | Tempo      |
| --------- | --------- | ------------------------------------ | ---------- |
| 1         | Francia   | Sébastien Vieilledent e Adrien Hardy | 6:45.76 SF |
| 2         | Rep. Ceca | Milan Doleček e Ondřej Synek         | 6:50.67 SF |
| 3         | Australia | Brendan Long e Peter Hardcastle      | 6:52.34 SF |
| 4         | Germania  | René Bertram e Christian Schreiber   | 6:58.22 R  |
| 5         | Cuba      | Yosbel Martínez e Yoennis Hernández  | 7:02.95 R  |

| Posizione | Nazione       | Atleta                               | Tempo      |
| --------- | ------------- | ------------------------------------ | ---------- |
| 1         | Italia        | Rossano Galtarossa e Alessio Sartori | 6:40.82 SF |
| 2         | Gran Bretagna | Matthew Wells e Matthew Langridge    | 6:48.13 SF |
| 3         | Stati Uniti   | Aquil Abdullah e Henry Nuzum         | 6:52.34 SF |
| 4         | Polonia       | Michał Jeliński e Adam Wojciechowski | 7:00.38 R  |
| 5         | Ungheria      | Ákos Haller e Gábor Bencsik          | 7:05.20 R  |

| Posizione | Nazione  | Atleta                                | Tempo      |
| --------- | -------- | ------------------------------------- | ---------- |
| 1         | Slovenia | Luka Špik e Iztok Čop                 | 6:45.26 SF |
| 2         | Norvegia | Nils-Torolv Simonsen e Morten Adamsen | 6:49.90 SF |
| 3         | Estonia  | Leonid Gulov e Tõnu Endrekson         | 6:58.80 SF |
| 4         | Lituania | Kęstutis Keblys e Einaras Šiaudvytis  | 7:07.13 R  |

## Ripescaggi
I primi 3 equipaggi dell'unico ripescaggio si sono qualificati per le semifinali.
17 agosto
| Posizione | Nazione  | Atleta                               | Tempo      |
| --------- | -------- | ------------------------------------ | ---------- |
| 1         | Ungheria | Ákos Haller e Gábor Bencsik          | 6:15.60 SF |
| 2         | Cuba     | Yosbel Martínez e Yoennis Hernández  | 6:16.38 SF |
| 3         | Germania | René Bertram e Christian Schreiber   | 6:16.94 SF |
| 4         | Polonia  | Michał Jeliński e Adam Wojciechowski | 6:17.51    |
| 5         | Lituania | Kęstutis Keblys e Einaras Šiaudvytis | 6:24.56    |

## Semifinali
I primi quattro equipaggi della semifinale A e i primi tre della semifinale B si sono qualificati per la Finale A, gli altri per la Finale B.
18 agosto 2004
| Posizione | Nazione     | Atleta                                | Tempo      |
| --------- | ----------- | ------------------------------------- | ---------- |
| 1         | Italia      | Rossano Galtarossa e Alessio Sartori  | 6:11.49 FA |
| 2         | Francia     | Sebastien Vieilledent e Adrien Hardy  | 6:12.40 FA |
| 3         | Stati Uniti | Aquil Abdullah e Henry Nuzum          | 6:14.69 FA |
| 4         | Norvegia    | Nils-Torolv Simonsen e Morten Adamsen | 6:14.69 FA |
| 5         | Germania    | René Bertram e Christian Schreiber    | 6:20.70 FB |
| 6         | Australia   | Brendan Long e Peter Hardcastle       | 6:22.69 FB |

| Posizione | Nazione       | Atleta                              | Tempo      |
| --------- | ------------- | ----------------------------------- | ---------- |
| 1         | Slovenia      | Luka Špik e Iztok Čop               | 6:11.96 FA |
| 2         | Estonia       | Leonid Gulov e Tõnu Endrekson       | 6:12.80 FA |
| 3         | Rep. Ceca     | Milan Doleček e Ondřej Synek        | 6:13.65 FA |
| 4         | Gran Bretagna | Matthew Wells e Matthew Langridge   | 6:13.71 FB |
| 5         | Ungheria      | Ákos Haller e Gábor Bencsik         | 6:23.81 FB |
| 6         | Cuba          | Yosbel Martínez e Yoennis Hernández | 6:24.54 FB |

## Finali
21 agosto 2004
| Posizione | Nazione     | Atleta                                | Tempo   |
| --------- | ----------- | ------------------------------------- | ------- |
|           | Francia     | Sebastien Vieilledent e Adrien Hardy  | 6:29.00 |
|           | Slovenia    | Luka Špik e Iztok Čop                 | 6:31.72 |
|           | Italia      | Rossano Galtarossa e Alessio Sartori  | 6:32.93 |
| 4         | Estonia     | Leonid Gulov e Tõnu Endrekson         | 6:35.30 |
| 5         | Rep. Ceca   | Milan Doleček e Ondřej Synek          | 6:35.81 |
| 6         | Stati Uniti | Aquil Abdullah e Henry Nuzum          | 6:36.86 |
| 7         | Norvegia    | Nils-Torolv Simonsen e Morten Adamsen | 6:37.25 |

| Finale B  |               |                                     |         |
| Posizione | Nazione       | Atleta                              | Tempo   |
| 1         | Gran Bretagna | Matthew Wells e Matthew Langridge   | 6:14.40 |
| 2         | Germania      | René Bertram e Christian Schreiber  | 6:14.97 |
| 3         | Cuba          | Yosbel Martínez e Yoennis Hernández | 6:15.37 |
| 4         | Ungheria      | Ákos Haller e Gábor Bencsik         | 6:15.39 |
| 5         | Australia     | Brendan Long e Peter Hardcastle     | 6:22.57 |